# Legio V Macedonica

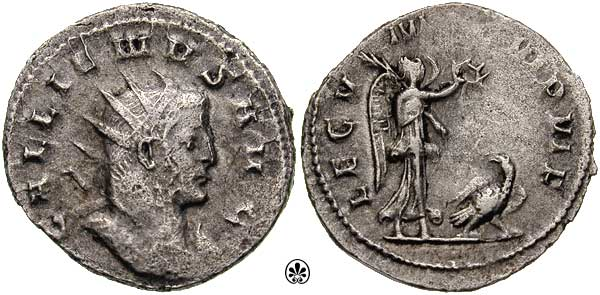
Đồng tiền xu này được hoàng đế La Mã Gallienus phát hành để tôn vinh V Macedonica. Dòng chữ khắc trên mặt trái đọc là LEG V MAC VI P VI F, nghĩa là "Legio V Macedonica sáu lần trung thành sáu lần trung nghĩa"

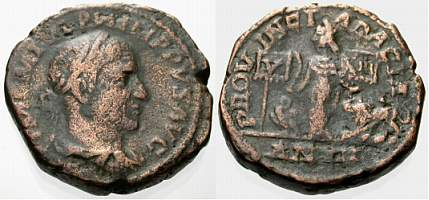
Đồng Sestertius được hoàng đế Philip Ả Rập đúc vào năm 247 để kỉ niệm tỉnh Dacia và các quân đoàn của nó, V Macedonica cùng với XIII Gemina.

Legio quinta Macedonica (Quân đoàn Macedonia thứ năm) là một quân đoàn La Mã. Ban đầu, quân đoàn có lẽ được chấp chính quan Gaius Vibius Pansa Caetronianus và Octavia thành lập vào năm 43 trước Công nguyên, và nó đóng quân ở Moesia ít nhất cho đến tận thế kỷ thứ 5. Biểu tượng của nó là con bò đực, ngoài ra còn sử dụng một biểu tượng khác là con đại bàng. Tên riêng Macedonica của nó xuất phát từ thực tế là quân đoàn đóng quân tại Macedonia trong một khoảng thời gian đáng kể suốt quá trình tồn tại của nó.

## Lịch sử

### Thế kỉ 1 TCN
Legio V là một trong hai mươi tám quân đoàn ban đầu được Octavian thành lập. Có hai quân đoàn thứ năm ghi nhận đó là V Gallica và V Urbana. Có thể là cả hai đều là những tên gọi ban đầu của V Macedonica. Quân đoàn có thể đã tham gia vào trận Actium (31 TCN). Sau đó nó được chuyển đến Macedonia và ở lại đây từ năm 30 TCN đến năm 6 SCN, nhờ vậy mà quân đoàn đã có được tên riêng của nó, trước khi chuyển đến Oescus (Moesia).

### Thế kỉ 1 SCN: Đại khởi nghĩa của người Do Thái
Trong năm 62, một số vexillatio của quân đoàn năm đã chiến đấu chống lại đế chế Parhia ở Armenia dưới quyền của Lucius Caesennius Paetus. Sau thất bại tại trận Rhandeia, toàn bộ các quân đoàn như V Macedonica, III Gallica, VI Ferrata, và X Fretensis đã chiến đấu dưới sự chỉ huy của Gnaeus Domitius Corbulo trong cuộc chiến tranh thắng lợi chống lại người Parthia.
Quân đoàn thứ năm có lẽ vẫn còn ở phía Đông khi cuộc Đại Khởi nghĩa của người Do Thái nổ ra ở tỉnh Iudaea, bắt đầu từ năm 66. Nero đã giao các quân đoàn V Macedonica, X Fretensis và XV Apollinaris cho tướng Titus Flavius Vespasianus nhằm chống lại cuộc khởi nghĩa. Trong năm 67, ở vùng Galilêa, thành phố Sepphoris đã đầu hàng quân đội La Mã một cách hòa bình, và sau V Macedonica đã đánh chiếm được núi Gerizim, nơi tôn nghiêm nhất của người Samaritan. Trong năm Tứ hoàng đế (năm 68), quân đoàn dừng chân tại Emmaus, tại đây vẫn còn tồn tại vài ngôi mộ của những người lính trong quân đoàn V Macedonica. Sau khi tuyên bố Vespasianus làm hoàng đế và kết thúc của cuộc chiến tranh dưới con trai của ông,Titus, V Macedonica rời Iudaea và quay trở về Oescus (năm 71). Trong năm 96, hoàng đế Hadrianus đã phục vụ trong quân đoàn với chức vị là tribunus militum.

### Thế kỉ thứ 2: Ở Dacia và bảo vệ phòng tuyến Danube
Vào năm 101, quân đoàn di chuyển đến Dacia và tham gia vào chiến dịch chống lại vua Decebalus của Hoàng đế Trajan. Các Viên legate của V Macedonica chính là vị hoàng đế tương lai Hadrianus. Sau khi chiến tranh kết thúc vào năm 106, quân đoàn lưu lại ở Troesmis (Iglita ngày nay), gần châu thổ sông Danube, và bắt đầu từ năm 107. Một đội trưởng của quân đoàn, Calventius Viator đã tỏ ra xuất chúng dưới thời Hadrianus và sau này ông được bổ nhiệm làm chỉ huy lực lượng kị binh cận vệ của hoàng đế, equites singulares Augusti.
Khi Hoàng đế Lucius Verus bắt đầu chiến dịch chống lại người Parthia (năm 161-166), quân đoàn dã di chuyển tới phía đông, nhưng sau đó nó lại quay trở về Dacia Porolissensis, với doanh trại ở Potaissa.
Khu vực biên giới phía bắc là một biên giới nóng của đế quốc, khi mà hoàng đế Marcus Aurelius đã phải chiến đấu chống lại người Marcomanni, người Sarmatia, và người Quadi, V Macedonica đã tham gia vào các cuộc chiến tranh này.
Vào đầu triều đại của Commodus, V Macedonica và XIII Gemina đã đánh bại người Sarmatia một lần nữa, dưới quyền những kẻ tiếm vị sau này là Pescennius Niger và Clodius Albinus.Quân đoàn thứ năm đã ủng hộ Septimius Severus, trong cuộc chiến trành giành ngai vàng của ông ta.
Trong năm 185 hoặc 187, quân đoàn đã được tặng thưởng tiêu đề Pia Constans ("Trung thành và đáng tin cậy") hoặc Pia Fidelis ("Trung thành và trung nghĩa"), sau khi nó đánh bại một đội quân lính đánh thuê ở Dacia.

### Những thế kỉ sau
Trong khi vẫn đóng quân ở Potaissa suốt thế kỷ thứ 3, V Macedonica đã nhiều lần tham gia các cuộc chiến và giành nhiều vinh quang. Valerianus ban cho quân đoàn thứ năm tên hiệu III Pia III Fidelis, còn người con trai của ông, Gallienus ban cho quân đoàn tiêu đề VII Pia VII Fidelis, cùng danh hiệu với lần thứ 4, thứ 5 và 6 có thể được trao khi quân đoàn được sử dụng như một đơn vị kỵ binh di động chống lại hai kẻ tiếm vị Ingenuus và Regalianus (năm 260, Moesia). Một vexillatio đã tham gia cuộc chiến tranh chống lại Victorinus (Gaul, năm 269-271).
Quân đoàn trở về Oescus trong năm 274, sau khi Aurelianus ra lệnh triệt thoái khỏi Dacia. Nó đã bảo vệ địa bàn tỉnh trong những thế kỷ sau đó và trở thành một đơn vị comitatensis dưới quyên của Tổng chỉ huy quân đội phía đông (Militum Magister per orientis). Nó có thể đã trở thành một phần của quân đội Đông La Mã.